# Dérivé de crédit
Un dérivé de crédit est un produit financier à terme visant à transférer le risque de crédit d'un actif d'une contrepartie "acheteuse de protection" vers une contrepartie "vendeuse de protection" en échange d'une rétribution financière.
La protection pourra être exercée lors de l'occurrence d'un événement de crédit sur l'actif sous-jacent du dérivé de crédit.
Il existe de nombreux produits dérivés de crédit, du plus simple (CDS single name) au plus complexe (CDO of CDO).

## Les différents types de dérivés de crédit
Le terme dérivé de crédit regroupe sous son appellation des produits très divers qui peuvent n'avoir en commun que la nature du risque transféré.
Les différents produits dérivés de crédits peuvent être classés en fonction des critères suivants.

### En fonction de la complexité du produit et de la liquidité du marché
Comme la plupart des produits financiers, les dérivés de crédit peuvent être classés dans deux catégories: les produits dit vanilles et les produits dit exotiques.

#### Produits vanilles
Les produits vanilles sont les produits relativement simples pouvant disposer d'une importante liquidité sur le marché. Pour les dérivés de crédit il s'agit des :
- CDS single name
- CDS sur indices appelés aussi "indices non-tranchés".
- CDO sur indices appelés aussi "indices tranchés".

Ce sont les produits les plus standards et les mieux maîtrisés.

#### Produits exotiques
Ce sont des produits complexes le plus souvent issus de la titrisation. Le plus connu est le CDO qui peut être décliné en de nombreuses variantes.
Il existe aussi (liste non exhaustive):
- le CDS zero coupon ou CDS ZC
- le first to default ou FTD
- le CDO of CDO.

### Classement par sous-jacent

#### Nature du risque effectivement transféré
Le dérivé de crédit peut assurer le risque de signature d'une entreprise ou d'un état.
Dans ce cas le dérivé pourra être déclenché par l'occurrence d'un événement de crédit sur l'ensemble des dettes émises par l'entité de référence.
Le dérivé de crédit peut assurer le risque de crédit sur un actif isolé :
- Risque de crédit d'une émission de dette spécifiée  (ex LCDS CDS sur loan).
- Risque de crédit sur un portefeuille issu de la titrisation (ex CDS d'ABS).

#### Sous-jacent unique ou sous-jacent multiple
Les CDS single name ne protègent que contre le risque de crédit d'une seule entité de référence.
Les produits à paniers protègent contre le risque de crédit d'un ensemble d'entités de références.

## Marché des dérivés de crédit
Le marché des dérivés de crédit est un marché non organisé (OTC) dominé par un nombre restreint d'acteurs.
Les principaux intervenants du marché (dealers) ont été rassemblés dans un groupe (G15) par la FED.
Sous la pression des régulateurs et tout particulièrement de la FED, le marché des dérivés de crédit a connu une évolution considérable :
- standardisation des produits vanilles ;
- mise en place d'une plate-forme de confirmation gérée par DTCC ;
- mise en place de chambres de compensation dédiées.